# Биэль, Джанет
Джанет Биэль (англ. Janet Biehl; род. 4 сентября 1953 года) — американская политическая писательница, публиковавшая работы на темы либертарного муниципализма и социальной экологии, занимающаяся публицистикой и развивающая идеи Мюррея Букчина; критик экофеминизма.

## Образование
В 1986 году Джанет Биэль приняла участие в работе Института социальной экологии, где начала интенсивно сотрудничать с М. Букчиным, проработав с ним в течение следующих двух десятилетий, занимаясь экспликацией (развёртыванием понимания) социальной экологии как критической социальной теории.

## Карьера и деятельность
С 1987 по 2000 годы она и Букчин совместно написали и опубликовали теоретический информационный бюллетень «Зелёные перспективы» (Green Perspectives), позднее переименованный в «Левые зелёные перспективы» (Left Green Perspectives).
Она является редактором и составителем «Хрестоматии Мюррея Букчина» (The Murray Bookchin Reader) (1997); автор «Политики социальной экологии: Либертарный муниципализм» (The Politics of Social Ecology: Libertarian Municipalism) (1998) и «Переосмысление экофеминистской политики» (Rethinking Ecofeminist Politics) (1991); а также соавтор (вместе с Питером Стауденмаером (Peter Staudenmaier)) работы «Экофашизм: Уроки из немецкого опыта» (Ecofascism: Lessons from the German Experience) (1995). Кроме того она автор множества статей о тематике, связанной с мыслями Букчина. Последний рассматривал «Хрестоматию Мюррея Букчина» как лучшее введение в свою работу.
Биэль — одна из тех, кто поддерживает движение за права курдов в Турции. Абдулла Оджалан, лидер повстанцев Рабочей партии Курдистана, стал заядлым читателем работ Букчина после того, как был взят в плен и посажен в тюрьму в 1999 году, и даже пытался организовать с ним встречу, но не успел сделать этого. После смерти Букчина в 2006 году Дж. Биэль занялась активизмом в поддержку курдов, перевела с немецкого на английский книгу «Демократическая автономия в Северном Курдистане» (Democratic Autonomy in North Kurdistan).. 
В 2011 году Биэль отделила себя от социальной экологии, объясняя это тем, что она не может больше защищать антигосударственную идеологию, и вернулась к своей политической идентичности и взглядам, которые она разделяла до 1987 г. и «которые левые бы назвали социал-демократическими».
Дж. Биэль написала биографию Букчина, которая была в 2015 году опубликована издательством Oxford University Press .

## Сочинения

### Книги
- Biehl, Janet. Finding our way: rethinking ecofeminist politics (англ.). — Montreal New York: Black Rose Books, 1991. — ISBN 0921689780.
- Biehl, Janet. Ecofascism: lessons from the German experience (англ.). — Edinburgh San Francisco: AK Press, 1995. — ISBN 1873176732.
- Biehl, Janet (editor). The Murray Bookchin Reader (англ.). — London: Cassell, 1997. — ISBN 0304338745.
- Biehl, Janet. The politics of social ecology: libertarian municipalism (англ.). — Montreal Buffalo, New York: Black Rose Books, 1998. — ISBN 1551641003.
- Biehl, Janet. Mumford Gutkind Bookchin: the emergence of eco-decentralism (англ.). — Porsgrunn, Norway: New Compass, 2011. — ISBN 9788293064107.
- Biehl, Janet. Ecology or Catastrophe: The Life of Murray Bookchin (англ.). — New York: Oxford University Press, 2015. — ISBN 0199342482.

### Статьи
- «Революционная программа Букчина» (Bookchin’s Revolutionary Program, 2015)
- Мечтатели из Курдистана